# Gustavo Ermel
Gustavo Ermel (Novo Hamburgo, 29 marzo 1995) è un calciatore brasiliano, attaccante del Manaus in prestito dall'Amazonas.

## Caratteristiche tecniche
È un'ala destra.

## Carriera
Cresciuto nel settore giovanile della Juventude, ha esordito in prima squadra il 17 febbraio 2013 in occasione dell'incontro del Campionato Gaúcho perso 2-0 contro il Cerâmica.

## Palmarès

### Club

#### Competizioni statali
- Campeonato da Região Serrana: 1

Juventude: 2014
- Campionato Catarinense: 2

Figueirense: 2014, 2018